# Anne-Marie Owens
Anne-Marie Owens (South Shields, 1955) è un mezzosoprano inglese.

## Biografia
Nata a South Shields, la Owens si è diplomata alla Guildhall School of Music and Drama, dove ha studiato con Laura Sarti, e si è esibita anche con il National Opera Studio. Il suo debutto professionale è avvenuto come Quickly nel Falstaff con il Glyndebourne Festival Opera. Nel 1985 è diventata membro della compagnia alla English National Opera. I ruoli che ha interpretato durante quel periodo comprendono Anežka in The Two Widows di Bedřich Smetana; Marfa in Chovanščina, Jezibaba in Rusalka e Berthe in Blond Eckbert. Nel corso della sua carriera è anche apparsa con la Welsh National Opera, La Monnaie, la Komische Oper di Berlino, la Scottish Opera, la Garsington Opera, Opera Australia e Opera North. Nel 1996 ha creato il ruolo della Zia Hannah Watkins nella prima mondiale di Emmeline di Tobias Picker per la Santa Fe Opera; l'anno successivo ha ripetuto il ruolo alla New York City Opera. È apparsa in opere che vanno da Tristano e Isotta a Il giro di vite. Ha registrato The Mask of Orpheus, Sir John in Love, The Pilgrim's Progress e L'enfant et les sortilèges.
Nel 2015 la Owens ha fatto il suo debutto come pantomimo, interpretando la Regina di Cuori in Alice in Wonderland nella sua città natale di South Shields.